# Jaanus Tamkivi

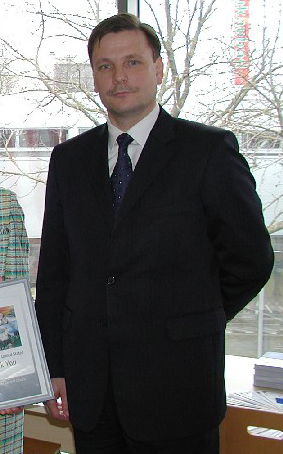
Jaanus Tamkivi (2005)

Jaanus Tamkivi (* 17. November 1959 in Kuressaare) ist ein estnischer Politiker.

## Leben und Politik
Jaanus Tamkivi legte 1978 sein Abitur in Kuressaare ab. Anschließend studierte er bis 1983 am Polytechnischen Institut in Tallinn Bauingenieurwesen. Von 1983 bis 1989 führte er die Aufsicht über eine Kolchose auf der Insel Saaremaa.
Von 1989 bis 1992 war Jaanus Tamkivi Abteilungsleiter für die Restaurierung mittelalterlicher Kirchen bei der staatlichen Restaurierungsbehörde von Saaremaa, bevor er in die Privatwirtschaft wechselte. Von 1992 bis 1996 war er Direktor der Firma AS Tansar. Danach ging er in die Politik. Von 1996 bis 2005 war Tamkivi Oberbürgermeister der Stadt Kuressaare. Von November 2000 bis Februar 2006 war er darüber hinaus Präsident des Estnischen Städtebundes (Eesti Linnade Liit).
Von 2005 bis 2007 war Jaanus Tamkivi Abgeordneter im estnischen Parlament (Riigikogu). Er war zunächst Vorsitzender des Umweltausschusses, später Fraktionsvorsitzender der liberalen Estnischen Reformpartei (Eesti Reformierakond).
Von April 2007 bis April 2011 war Jaanus Tamkivi im Kabinett von Ministerpräsident Andrus Ansip estnischer Umweltminister. Seit April 2011 ist Tamkivi Abgeordneter erneut Abgeordneter des estnischen Parlaments.

## Privatleben
Jaanus Tamkivi ist verheiratet und hat drei Kinder.